# Francisco Maria II Della Rovere
Francesco Maria II Della Rovere, em italiano Francesco Maria della Rovere (20 de fevereiro de 1549 – 23 de abril de 1631), foi o último Duque de Urbino. Foi também duque de Sora, Senhor de Pesaro, Senigallia, Fossombrone e Gubbio.

## Biografia
Nascido na cidade de Pesaro, Francesco Maria era filho de Guidobaldo II Della Rovere, Duque de Urbino e Conde de  Montefeltro, e de Vitória Farnésio, Princesa de Parma. Entre 1565 e 1568, foi educado na corte de Filipe II de Espanha, onde conheceu uma rapariga espanhola com quem pretendia casar. Mas o pai não permitiu e o obrigou a regressar a Urbino. Em 1570 Francesco Maria casou-se com Lucrécia d'Este, filha de Hércules II d'Este.
O seu pai, Guidobaldo II, aderira à Liga Santa contra os turcos em resposta a um apelo que o Papa Pio V fizera aos príncipes católicos de boa vontade na defesa da Europa e da Cristandade da invasão muçulmana pelo que, em 1571, Francesco Maria II participou na Batalha de Lepanto, comandando um exército de 2.000 soldados oriundos do Ducado de Urbino. O jovem herdeiro prestigiou a sua Casa, distinguindo-se na batalha, combatendo ao lado de D. João de Áustria.
O pai faleceu em 1574, e Francesco Maria o sucede como Duque Soberano de Urbino.
Cerca de 1580, o patrimônio familiar estava em crise e Francesco Maria foi forçado a vender alguns títulos da família, o Ducado de Sora e Arce, por 100.000 scudi a Jaime Boncompagni. A gestão de Francesco Maria II foi sábia e cuidadosa, evitando agravar as taxas e impostos sobre os seus súbitos que, mais tarde, o recordaram como o mais amado e estimado Duque de Urbino.
Em 15 de setembro de 1585, obtêm o tratado de Sereníssimo da parte do monarca espanhol sendo nomeado, nesse mesmo dia, cavaleiro da Ordem do Tosão de Ouro. Mas o seu casamento permaneceu sem descendência e era necessário um herdeiro masculino, que evitasse que, na sua morte, o patrimônio dos Della Rovere fosse reintegrado nos Estados da Igreja. Assim, em 1599, após a morte da sua mulher Lucrécia, Francesco Maria II volta a casar, desta vez com sua prima Livia Della Rovere, 36 anos mais nova. Em 16 de maio de 1605 nasce o tão esperado e desejado herdeiro dos Della Rovere, Frederico Ubaldo.
Frederico Ubaldo casou-se com Cláudia de Médici em 1621 e seu pai abdicou nele o trono de Urbino. Contudo, o jovem morre em 1623 de um ataque epiléptico, deixando apenas uma filha, Vitória Della Rovere, que vem a casar com o Grão-duque de Toscana, Fernando II. Desse casamento nasce Cosme III de Médici, que teve três filhos, todos sem descendência.
O envelhecido Francesco Maria retomou o título de Duque de Urbino, mas como não tinha mais esperanças num herdeiro masculino, entregou o seu Ducado ao Papa Urbano VIII em 1625. O sobrinho do Papa, Tadeu Barberini, tomou a gestão do ducado que acabou por ser anexado aos Estados da Igreja assim que Francisco Maria morreu na cidade de Urbania, em 1631.
O último membro da família Della Rovere, Vitória, herdou a coleção de arte do Duque que transferiu para Florença, colocando-as na Galeria Uffizi.

## Casamentos
1. em 18 de janeiro de 1570, com Lucrécia d'Este, filha de Hércules II d'Este, Duque de Ferrara e de Modena e de Renata de França; sem geração
2. em 29 de abril de 1599, com Livia Della Rovere, filha de Hipólito Della Rovere e de sua mulher, Isabella Vitelli, filha de Jacopo Vitelli, Marquês dell'Amatrice; um filho.

## Descendência
- Frederico Ubaldo Della Rovere (16 de maio de 1605 - 28 de junho de 1623), filho do segundo casamento.

## Ascendência
|  |                                                                           |  |  |  |  |  |  |  |  |  |  |  |  |  |  |  |
|  | 8. João Della Rovere Duque de Sora, Sr. de Senigallia                     |  |  |  |  |  |  |  |  |  |  |  |  |  |  |  |
|  |                                                                           |  |  |  |  |  |  |  |  |  |  |  |  |  |  |  |
|  |                                                                           |  |  |  |  |  |  |  |  |  |  |  |  |  |  |  |
|  | 4. Francisco Maria I Della Rovere Duque de Sora, Duque Soberano de Urbino |  |  |  |  |  |  |  |  |  |  |  |  |  |  |  |
|  |                                                                           |  |  |  |  |  |  |  |  |  |  |  |  |  |  |  |
|  |                                                                           |  |  |  |  |  |  |  |  |  |  |  |  |  |  |  |
|  | 9. Joana de Montefeltro herdeira de Urbino                                |  |  |  |  |  |  |  |  |  |  |  |  |  |  |  |
|  |                                                                           |  |  |  |  |  |  |  |  |  |  |  |  |  |  |  |
|  |                                                                           |  |  |  |  |  |  |  |  |  |  |  |  |  |  |  |
|  | 2. Guidobaldo II Della Rovere Duque Soberano de Urbino                    |  |  |  |  |  |  |  |  |  |  |  |  |  |  |  |
|  |                                                                           |  |  |  |  |  |  |  |  |  |  |  |  |  |  |  |
|  |                                                                           |  |  |  |  |  |  |  |  |  |  |  |  |  |  |  |
|  | 10. Francisco II Gonzaga Duque de Mântua                                  |  |  |  |  |  |  |  |  |  |  |  |  |  |  |  |
|  |                                                                           |  |  |  |  |  |  |  |  |  |  |  |  |  |  |  |
|  |                                                                           |  |  |  |  |  |  |  |  |  |  |  |  |  |  |  |
|  | 5. Leonor Gonzaga                                                         |  |  |  |  |  |  |  |  |  |  |  |  |  |  |  |
|  |                                                                           |  |  |  |  |  |  |  |  |  |  |  |  |  |  |  |
|  |                                                                           |  |  |  |  |  |  |  |  |  |  |  |  |  |  |  |
|  | 11. Isabel d'Este                                                         |  |  |  |  |  |  |  |  |  |  |  |  |  |  |  |
|  |                                                                           |  |  |  |  |  |  |  |  |  |  |  |  |  |  |  |
|  |                                                                           |  |  |  |  |  |  |  |  |  |  |  |  |  |  |  |
|  | 1. Francisco Maria II Della Rovere Duque Soberano de Urbino Duque de Sora |  |  |  |  |  |  |  |  |  |  |  |  |  |  |  |
|  |                                                                           |  |  |  |  |  |  |  |  |  |  |  |  |  |  |  |
|  |                                                                           |  |  |  |  |  |  |  |  |  |  |  |  |  |  |  |
|  | 12. Papa Paulo III                                                        |  |  |  |  |  |  |  |  |  |  |  |  |  |  |  |
|  |                                                                           |  |  |  |  |  |  |  |  |  |  |  |  |  |  |  |
|  |                                                                           |  |  |  |  |  |  |  |  |  |  |  |  |  |  |  |
|  | 6. Pedro Luís Farnésio Duque de Parma e Placência                         |  |  |  |  |  |  |  |  |  |  |  |  |  |  |  |
|  |                                                                           |  |  |  |  |  |  |  |  |  |  |  |  |  |  |  |
|  |                                                                           |  |  |  |  |  |  |  |  |  |  |  |  |  |  |  |
|  | 13. Silvia Ruffini                                                        |  |  |  |  |  |  |  |  |  |  |  |  |  |  |  |
|  |                                                                           |  |  |  |  |  |  |  |  |  |  |  |  |  |  |  |
|  |                                                                           |  |  |  |  |  |  |  |  |  |  |  |  |  |  |  |
|  | 3. Vitória Farnésio                                                       |  |  |  |  |  |  |  |  |  |  |  |  |  |  |  |
|  |                                                                           |  |  |  |  |  |  |  |  |  |  |  |  |  |  |  |
|  |                                                                           |  |  |  |  |  |  |  |  |  |  |  |  |  |  |  |
|  | 14. Ludovico Orsini                                                       |  |  |  |  |  |  |  |  |  |  |  |  |  |  |  |
|  |                                                                           |  |  |  |  |  |  |  |  |  |  |  |  |  |  |  |
|  |                                                                           |  |  |  |  |  |  |  |  |  |  |  |  |  |  |  |
|  | 7. Jerónima Orsini                                                        |  |  |  |  |  |  |  |  |  |  |  |  |  |  |  |
|  |                                                                           |  |  |  |  |  |  |  |  |  |  |  |  |  |  |  |
|  |                                                                           |  |  |  |  |  |  |  |  |  |  |  |  |  |  |  |
|  | 15. Julia di Giacomo Conti                                                |  |  |  |  |  |  |  |  |  |  |  |  |  |  |  |
|  |                                                                           |  |  |  |  |  |  |  |  |  |  |  |  |  |  |  |
|  |                                                                           |  |  |  |  |  |  |  |  |  |  |  |  |  |  |  |